# Nesopedronia acanthocauda
Nesopedronia acanthocauda är en insektsart som först beskrevs av John Wyman Beardsley 1957. 
Nesopedronia acanthocauda ingår i släktet Nesopedronia och familjen ullsköldlöss. Inga underarter finns listade i Catalogue of Life.